# Rókarét
Rókamező (ukránul: Мерешор [Meresor] falu Ukrajnában, Kárpátalján, a Huszti járásban.

## Fekvése
Ökörmezőtől délkeletre fekvő település.

## Nevének eredete
A Meresor helységnév román víznévi eredetű (потокъ Мерешулъ, Мерешíр потiк). A pataknév alapja a román merişor~merişoare ’(fiatal) almafácska, vörös berkenye, télizöld puszpáng, bukszus, áfonya’ Berkenyével, áfonyával, esetleg almafákkal benőtt helyet jelölt. A magyar Rókarét nevet 1904-ben a helységnévrendezéskor kapta.

## Története
Nevét 1888-ban Meresor néven említették. Későbbi névváltozatai: 1892-ben és 1898-ban Mercsor, 1906-ban Meresul, Meresur patak, 1907-ben és 1913-ban Rókarét, 1944-ben Meresor, Мерешоръ, 1983-ban Мерешор (Zo). A falu a Rókamező nevet 1904-ben a helységnévrendezéskor kapta, a történelmi névvel nincs kapcsolatban.
Alsókalocsa külterületi lakott helye volt.